# Deporte en Suecia

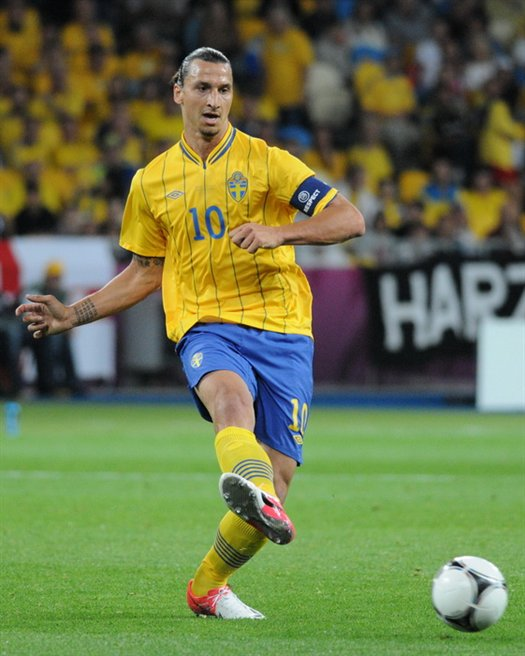
Zlatan Ibrahimović, jugando para la selección nacional de fútbol.

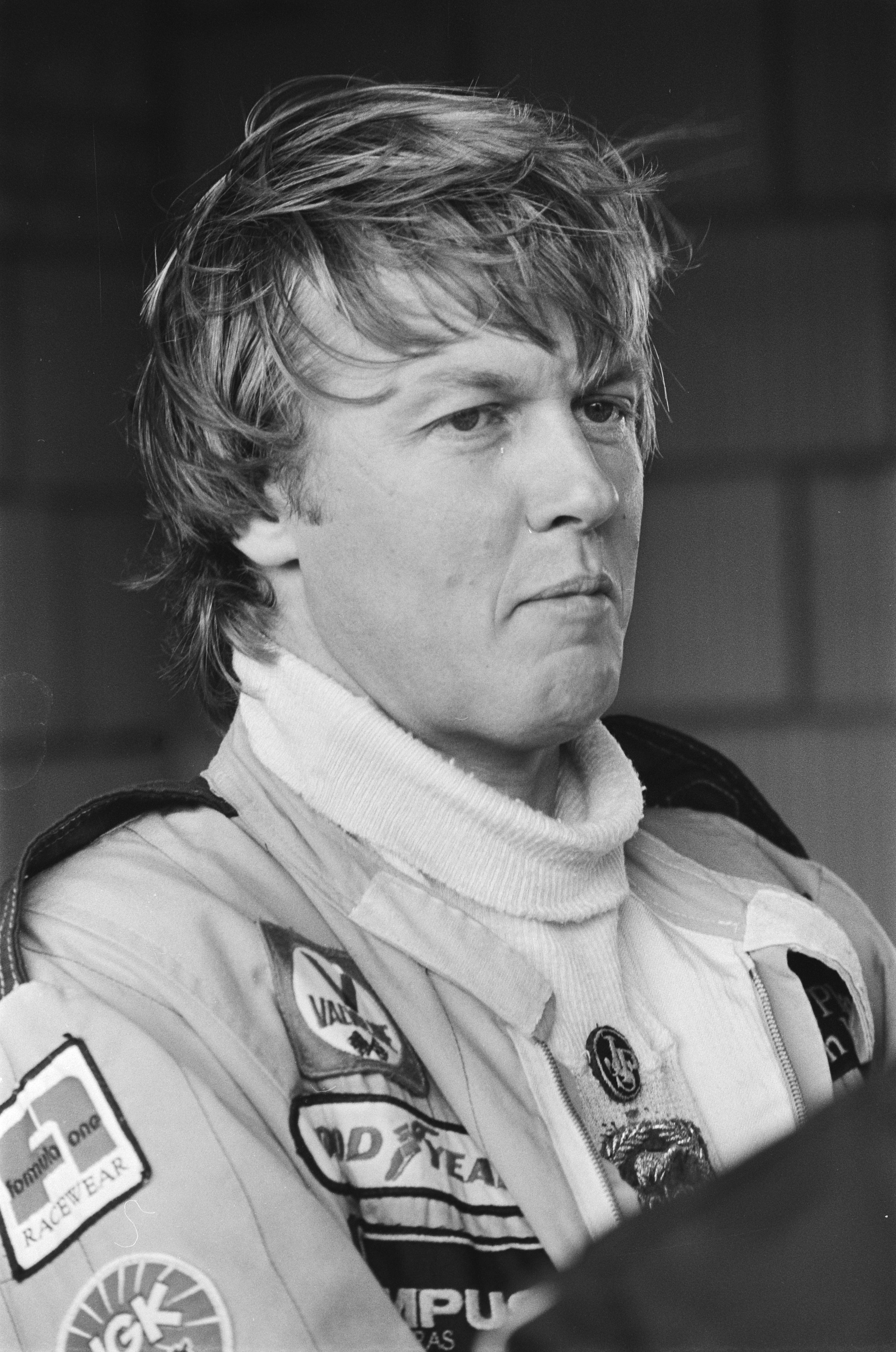
Ronnie Peterson en el Gran Premio de los Países Bajos de 1978.

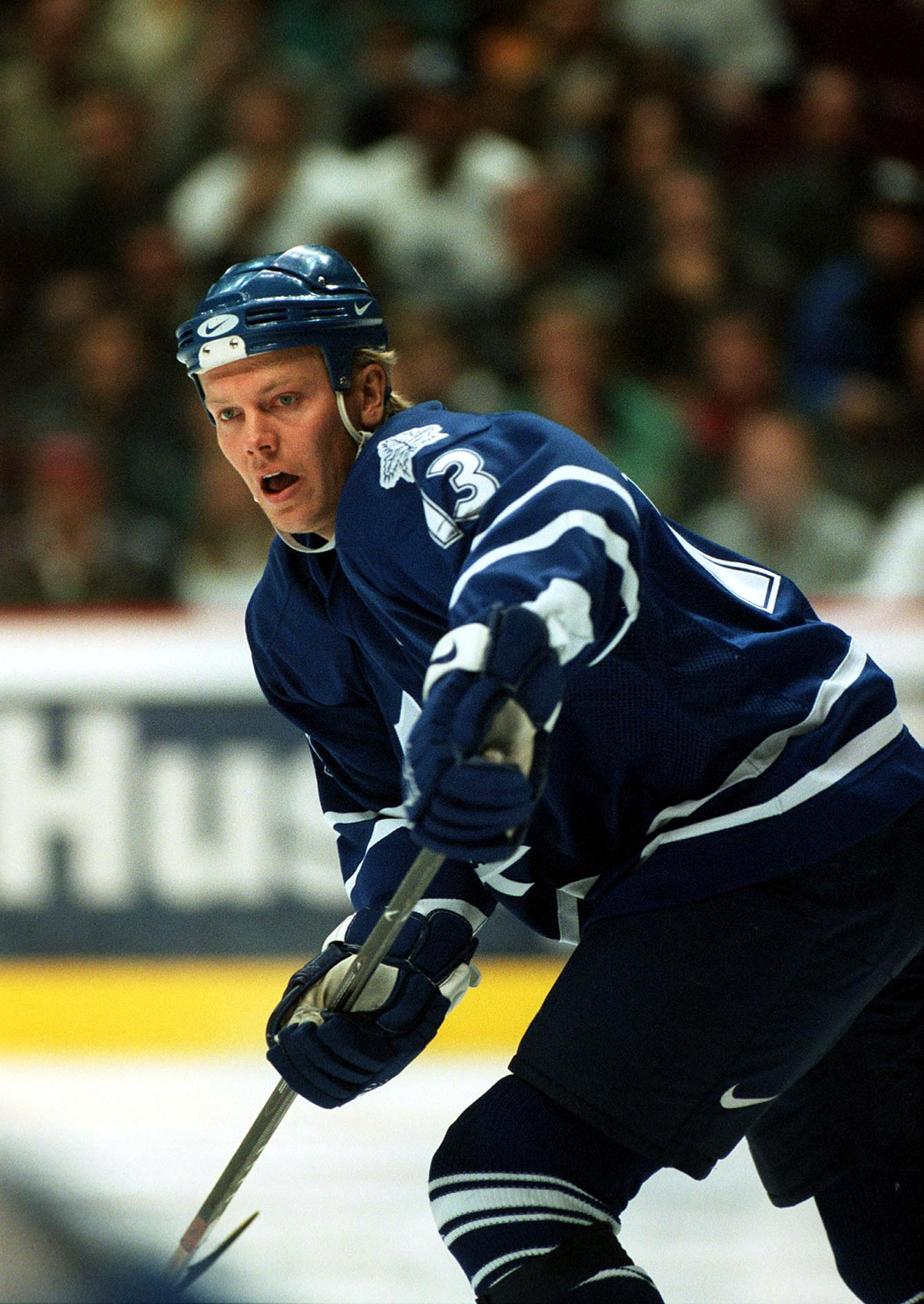
Matt Sundin en 1997.

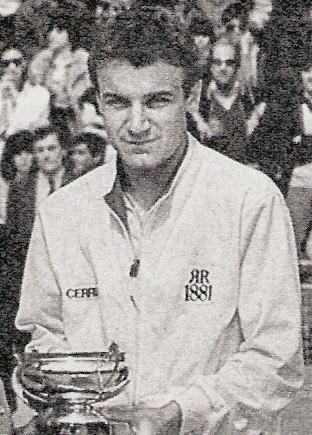
Mats Wilander en 1983.

El deporte se considera un pasatiempo nacional en Suecia, y la mitad de la población participa activamente en actividades deportivas. Las organizaciones deportivas más importantes en Suecia son la Confederación Sueca de Deportes y el Comité Olímpico de Suecia.
En total más de 2 millones de personas (aproximadamente el 20% de la población total) son miembros de un club deportiva. Los deportes con la mayoría de los participantes son de balonmano, fútbol, golf, gimnasia y atletismo, mientras que los deportes con mayor número de espectadores de televisión son el fútbol, el hockey sobre hielo, balonmano, hockey con pelota, golf, deporte motor y el atletismo. El hockey sobre hielo y el fútbol son los deportes principales.

## Fútbol
Suecia ha tenido futbolistas destacados como Zlatan Ibrahimović, Henrik Larsson, Gunnar Gren, Gunnar Nordahl, Nils Liedholm, Glenn Strömberg y Fredrik Ljungberg.
Por otro lado, la selección sueca  fue subcampeón de la Copa Mundial de Fútbol en 1958, tercero en 1950 y 1994, y cuarto en 1938 , y campeón olímpico 1948. Por su parte, su mejor puesto en la Eurocopa fue las semifinales que consiguió como anfitrión en 1992.
La principal liga de fútbol de Suecia es la Allsvenskan. El IFK Göteborg ha ganado la Copa UEFA en 1982 y 1987. En 1979, Malmö FF alcanzó la final en la Copa de Campeones de Europa 1978-79, pero la perdió 1-0 ante el Nottingham Forest, de modo que el Malmö resultó subcampeón.

## Hockey sobre hielo
El equipo masculino de hockey sobre hielo ha ganado los campeonatos del mundo nueve veces, y las medallas de oro olímpicas en 1994 y 2006. La selección nacional de hockey femenina ganó medallas de bronce en los Juegos Olímpicos de Invierno de 2002 y los Campeonatos del Mundo de 2005, y una medalla de plata en el Juegos Olímpicos de Invierno 2006. El principal campeonato de clubes es la Svenska hockeyligan (SHL).
Los jugadores suecos más destacados en este deporte son Peter Forsberg, Mats Sundin, Nicklas Lidström, Markus Näslund, Daniel Alfredsson, Henrik Sedin, Daniel Sedin, Börje Salming, Henrik Zetterberg, Nicklas Bäckström, Henrik Lundqvist, Johan Franzen, Niklas Kronwall, Patrik Berglund, Thomas Steen, Bengt-Åke Gustafsson, y Pelle Lindbergh, que se destacaron en la National Hockey League.

## Bandy
El bandy, una variante del hockey sobre hielo que se juega con una pelota pequeña con equipos de 11 jugadores, es muy popular en Suecia. La selección masculina ha ganado once veces el Campeonato Mundial de Bandy y siempre ha alcanzado el podio. Los clubes suecos también se han destacado en la Copa Mundial de Clubes.

## Automovilismo
En Fórmula 1, el piloto sueco más destacado ha sido Ronnie Peterson, quien fue subcampeón de la categoría en 1971 y 1978, y tercero en 1973, y obtuvo 10 triunfos. Jo Bonnier y Gunnar Nilsson ganaron un Gran Premio cada uno. El último piloto sueco en la categoría fue Marcus Ericsson, quien luego triunfó en las 500 Millas de Indianápolis 2022.
Otros pilotos suecos relevantes son Mattias Ekström, dos veces campeón de Deutsche Tourenwagen Masters; Kenny Bräck, campeón de la IndyCar Series 1998 y ganador de las 500 Millas de Indianápolis 1999; Rickard Rydell, ganador del Campeonato Británico de Turismos 1998, los 1000 km de Bathurst de Superturismo de 1998 y la clase GT1 de las 24 Horas de Le Mans de 2007; y Felix Rosenqvist, doble campeón del Gran Premio de Macao y quien actualmente compite en la IndyCar.
Dos pilotos suecos se llevaron el título de campeones en el Campeonato Mundial de Rally: Björn Waldegård en 1979, y Stig Blomqvist en 1984. En tanto, Kenneth Eriksson obtuvo seis victorias mundialistas. En dicha categoría se disputa el Rally de Suecia, una prueba de hielo y nieve, celebrado anualmente en Värmland.
Suecia cuenta con numerosos pilotos destacados en rallycross, entre ellos Olle Arnesson, Per Eklund, Kenneth Hansen, Timmy Hansen, Lars Larsson, Michael Jernberg y Johan Kristoffersson.

## Tenis
Hubo tenistas suecos que hicieron excelentes desempeños. Uno de ellos es Björn Borg, quien ganó 64 torneos, incluyendo seis Roland Garros y cinco Wimbledon. Otros tenistas suecos relevantes son Mats Wilander que triunfó en 33 torneos, destacando tres en el Abierto de Australia, tres en Roland Garros y uno en el Abierto de los Estados Unidos; y Stefan Edberg que venció en 42 torneos, incluyendo dos en el Abierto de Australia, dos en Wimbledon, y dos en el Abierto de los Estados Unidos.
Además, la selección masculina de Suecia resultó campeona de la Copa Davis en siete veces.
Los principales torneos de tenis de Suecia son el Torneo de Estocolmo (ATP 250) y Torneo de Båstad (ATP 250 y WTA International).

## Esquí
En esquí alpino, han triunfado Ingemar Stenmark, Pernilla Wiberg y Anja Pärson, Jesper Tjäder, en tanto que en esquí de fondo se han destacados Sixten Jernberg, Gunde Svan y Thomas Wassberg. En salto de esquí, Helena Boklöv revolucionó el deporte con su nueva técnica de estilo de V.

## Golf
Suecia es una de las mayores potencias del golf europeo. En golf masculino, muchos jugadores suecos han ganado torneos en los dos mejores circuitos del mundo, el PGA Tour y el European Tour, y bastantes representantes en la Ryder Cup: Joakim Haeggman (el primer jugador sueco en ser seleccionado para el equipo europeo), Per-Ulrik Johansson, Jesper Parnevik, Robert Karlsson, Jarmo Sandelin, Pierre Fulke, Niclas Fasth, Peter Hanson, Henrik Stenson y Alex Norén son los jugadores del país que han representado a Europa en dicha competición. Stenson ganó el Players Championship de 2009, el Tour Championship de 2013, el Campeonato Mundial de Dubái de 2013 y 2014, y el Open Championship de 2016, siendo el primer jugador sueco en ganar un major, aparte de medallista de plata en los Juegos Olímpicos de Río de Janeiro 2016. Karlsson logró 11 victorias en el European Tour, entre ellas el Campeonato Mundial de Dubái de 2010, Parnevik fue segundo en el Open Championship de 1994 y 1997, y Norén tiene 10 victorias en el European Tour, 4 de ellas logradas en el año 2016.
En la categoría femenina, Annika Sörenstam está considerada como una de las jugadoras más exitosas de la historia, habiendo ganado ganó diez torneos mayores y 72 torneos del LPGA Tour. Otras golfistas destacadas han sido Anna Nordqvist, Helen Alfredsson, Sophie Gustafson, Maria Hjorth, Carin Koch y Liselotte Neumann.

## Balonmano
La selección de balonmano de Suecia es una de las más laureadas del mundo en dicho deporte, logrando cuatro campeonatos del mundo, cuatro campeonato europeos y tres medallas de plata en los Juegos Olímpicos.
Entre los jugadores de balonmanos suecos cabe citar a Magnus Wislander, Stefan Lövgren, Staffan Olsson, Peter Gentzel, Ola Lindgren, Tomas Svensson, Kim Andersson, Mattias Andersson, Marcus Ahlm, Jonas Källman, Kim Ekdahl Du Rietz y Magnus Jernemyr.
Por su parte, la selección femenina fue sexta en el Campeonato Mundial 1993 y subcampeona de Europa de 2010.

## Juegos Olímpicos
Suecia ha participado todas las ediciones de los Juegos Olímpicos desde Atenas 1896, salvo en San Luis 1904.
En los Juegos Olímpicos de Verano, Suecia ha obtenido un total de 494 medallas: 145 de oro, 170 de plata y 179 de bronce, ubicándose en el décimo puesto en el medallero histórico. Obtuvo el segundo puesto en 1912, 1920 y 1948, el tercero en 1908, y el cuarto en 1928, 1932 y 1952.
En los Juegos Olímpicos de Invierno, Suecia ha conseguido un total de 144 medallas: 50 de oro, 40 de plata y 54 de bronce, ubicándose en el séptimo puesto en el medallero histórico. Obtuvo el primer puesto en 1948, el tercero en 1928, 1932 y 1936, y el quinto en 1956, 1960, 1980, 1984 y 1988.
Suecia se ubica en el segundo puesto en el medallero histótico de equitación, pentatlón, curling y esquí de fondo, el tercero en saltos sincronizados y tenis de mesa, el cuarto en canotaje y hockey sobre hielo, el quinto en tiro olímpico y golf, y el sexto en lucha y patinaje artístico sobre hielo. 
Este país fue anfitrión de los Juegos Olímpicos de Verano en una ocasión: Estocolmo 1912; aunque en la edición de 1956, celebrada en Melbourne, las pruebas de hípica se celebraron en Estocolmo .

## Selecciones nacionales
- Selección de baloncesto de Suecia
- Selección de balonmano de Suecia
- Selección femenina de balonmano de Suecia
- Selección de fútbol de Suecia
- Selección femenina de fútbol de Suecia
- Selección de hockey sobre hielo de Suecia
- Equipo de Copa Davis de Suecia